# Ithycyphus blanci
Ithycyphus blanci är en ormart som beskrevs av Domergue 1988. Ithycyphus blanci ingår i släktet Ithycyphus och familjen snokar. IUCN kategoriserar arten globalt som otillräckligt studerad.
Artens utbredningsområde är Madagaskar. Den hittas i ett mindre område på öns norra del vid 300 meter över havet. Ett exemplar vistades i en fuktig skog.
Inga underarter finns listade i Catalogue of Life.